# Sarcophyton serenei
Sarcophyton serenei är en korallart som beskrevs av Tixier-Durivault 1958. Sarcophyton serenei ingår i släktet Sarcophyton och familjen läderkoraller. Inga underarter finns listade i Catalogue of Life.